# Миколайчук-Фест
Миколайчук-фест — всеукраїнський фестиваль народної пісні та кіно, присвячений 75-річчю актора Івана Миколайчука. Проводився з 14 по 18 червня 2016 року у місті Вижниця Чернівецької області. Головний оранізатор свята — заслужена артистка України Руслана Лоцман, режисер Дмитро Глухенький та ГО "Центр української пісні «Народна філармонія».

## Мета

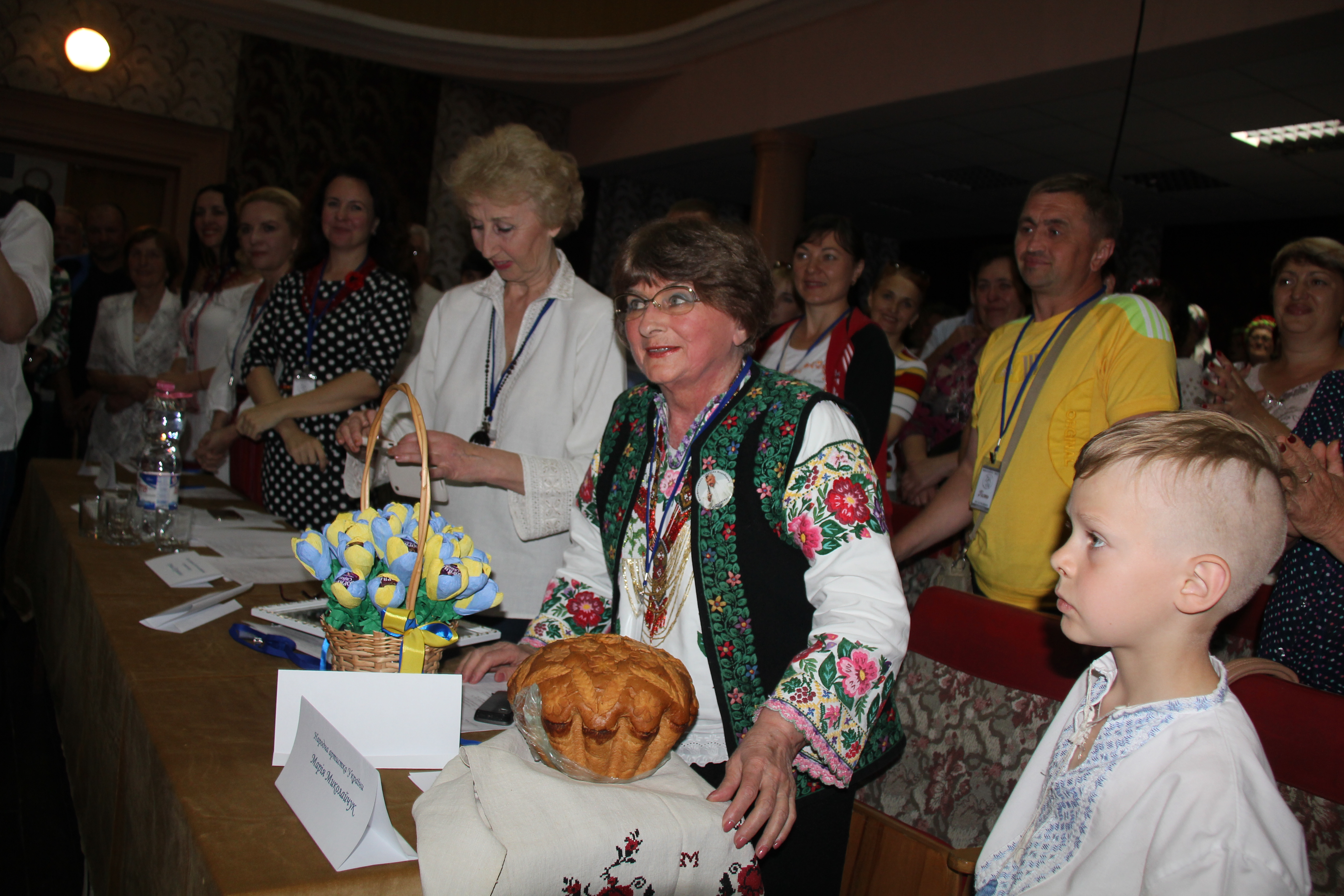
Почесний голова журі фестивалю Марія Миколайчук

- підтримка творчих ініціатив, молодих кінорежисерів, акторів, митців, здатних підняти українське кіно на світовий рівень;
- сприяння розвитку української національної культури, народної та сучасної пісні;
- знаходження альтернативного телепродукту, налагодження співпраці митців;
- зміцнення народної сили в боротьбі за національну самоідентичність та незалежність.

## Програма

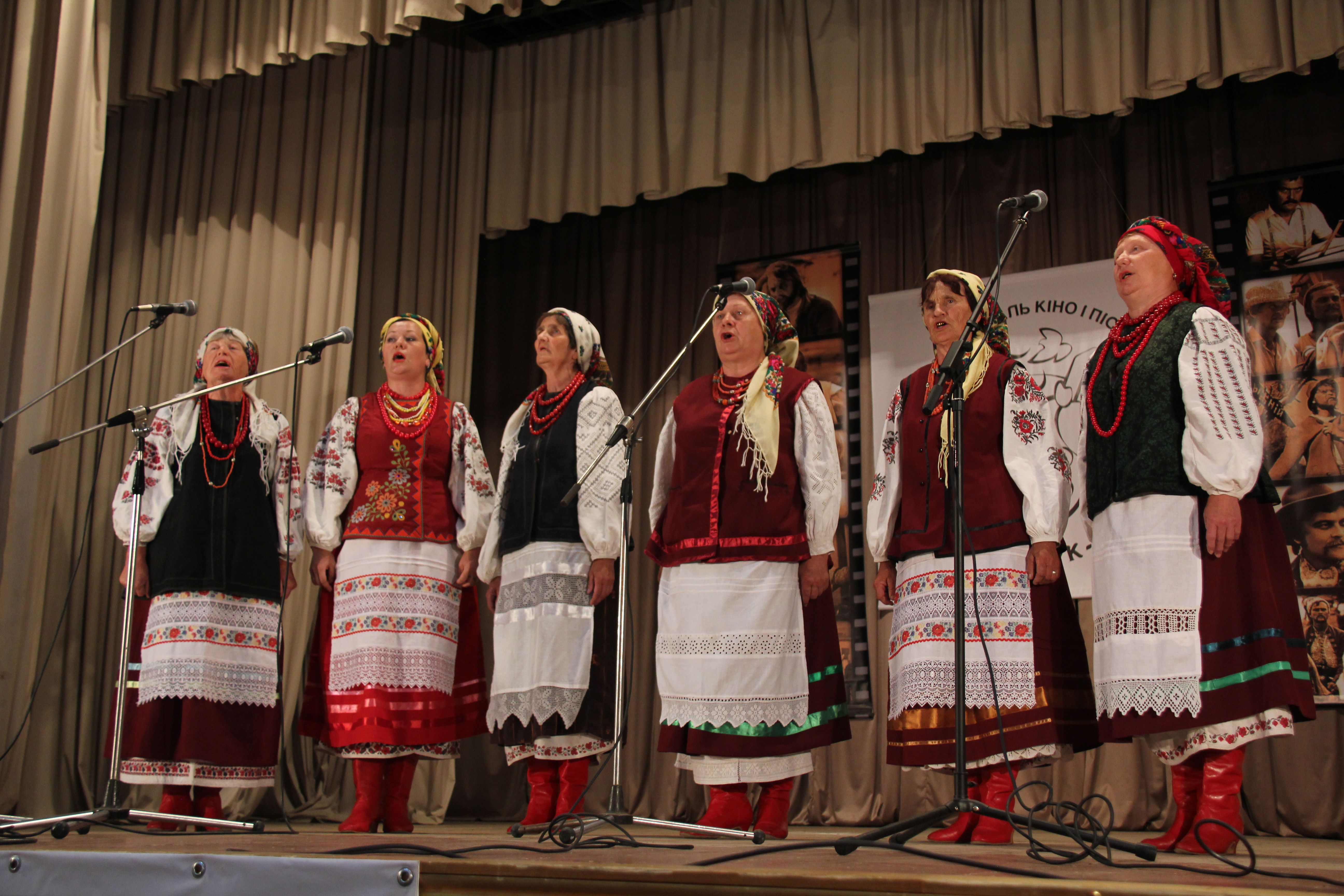
Ансамбль Господиня, Черкащина у конкурсній програмі МИколайчук-фесту.

Основна програма фестивалю проходила у будинку народної творчості та дозвілля та кінотеатрі Вижниці. Окрім того учасниками фестивалю були здійснені виїзди 15-го червня у Чорторию, рідне село Івана Миколайчука, 16 червня у Розтоки, де проходили зйомки фільму Юрія Іллєнка Білий птах з чорною ознакою, та 17 червня у Берегомет.

## Учасники

### Пісенний конкурс
Ансамбль Веселі молодички, Ансамбль Зорецвіт, Ансамбль Господиня, Гурт бійців АТО, Гурт Пшеничне перевесло, Гурт Рідна пісня, Гурт Bugs Bunny, Гурт Собор, Гурт Карпатськ джерела, Оксана Нікітюк, Наталія Глібчук, Анатолій Кам'янець, Вадим Завада, Євгенія Іпатій, Надія Андрюк, Надія Боянівська, Христина Пшенична, Ольга Дроняк, Вікторія Кравченко, Мар'ян Пуляк, Станіслав Семенюк, Олена Серпень та інші.

### Кіноконкурс
- Вільні люди (реж. Г.Яровенко)
- Добровольці божої чоти (реж. Л.Кантер)
- Права Майдану (реж. Д.Ломачук)

та інші.

### Журі фестивалю
- Валентина Ковальська
- Руслана Лоцман
- Марія Миколайчук
- Тетяна Школьна
- Ирина Стиць
- Антоніна Клоцька

## Нагороди
- Головний приз журі та Глядацьких симпатій: ансамль АТОвців з Черкащини
- Гран-прі: Квартет Акорд Тернопіль, солісти Оксана Нікітюк та Софія Федина
- Першість здобули: ансамблі «Веселі молодички» (Черкащина), "Зорецвіт "(Сумщина), гурт «Рідна пісня»; солісти: Христина Римар (Вінниччина), Ольга Дроняк (Чернівеччина), Анастасія Флорескул (Буковина), Ольга Даниленко (Донеччина).
- Спеціальні відзнаки: Олена Серпень (Німеччина), Надія Боянівська (Київ).

## Фото

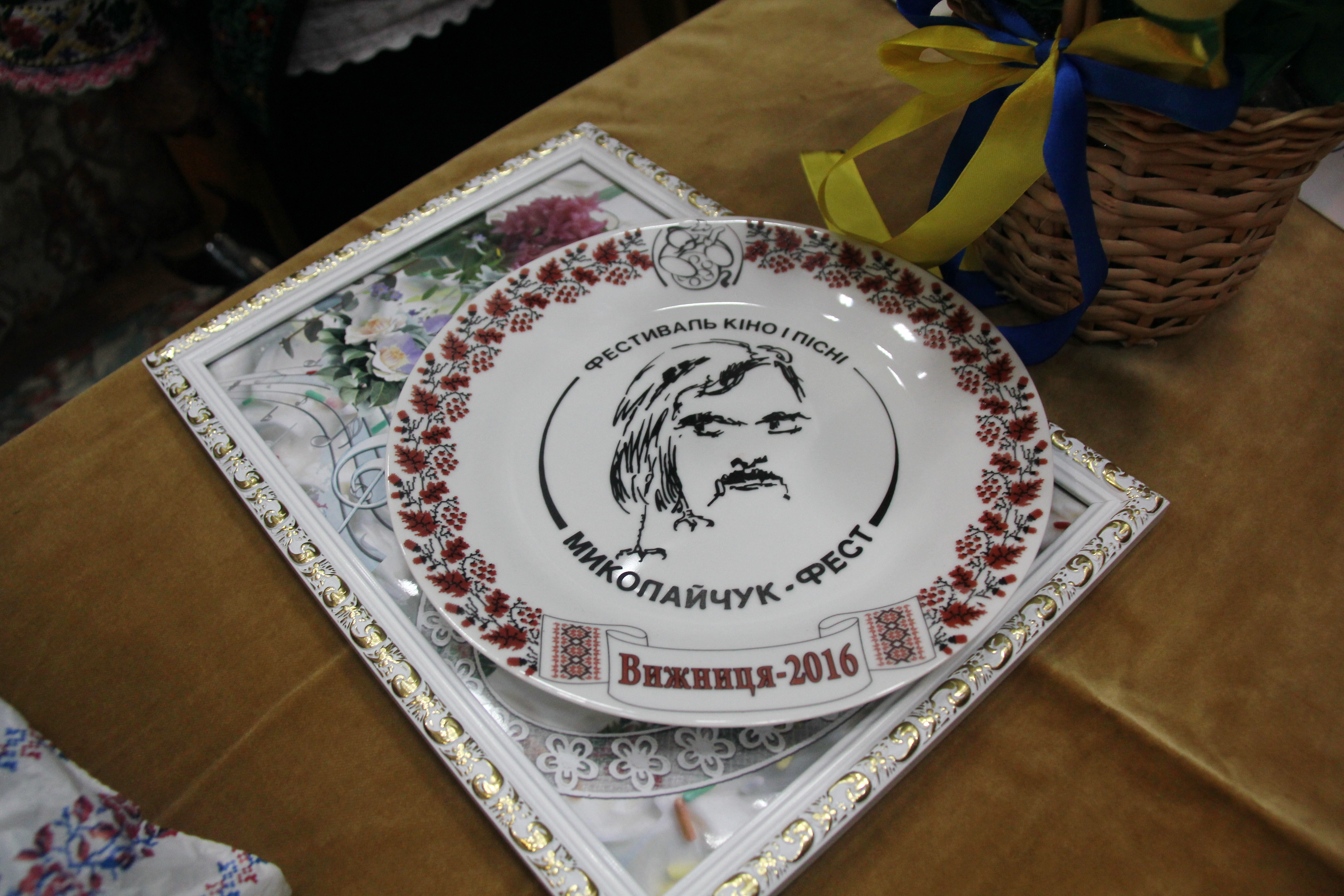
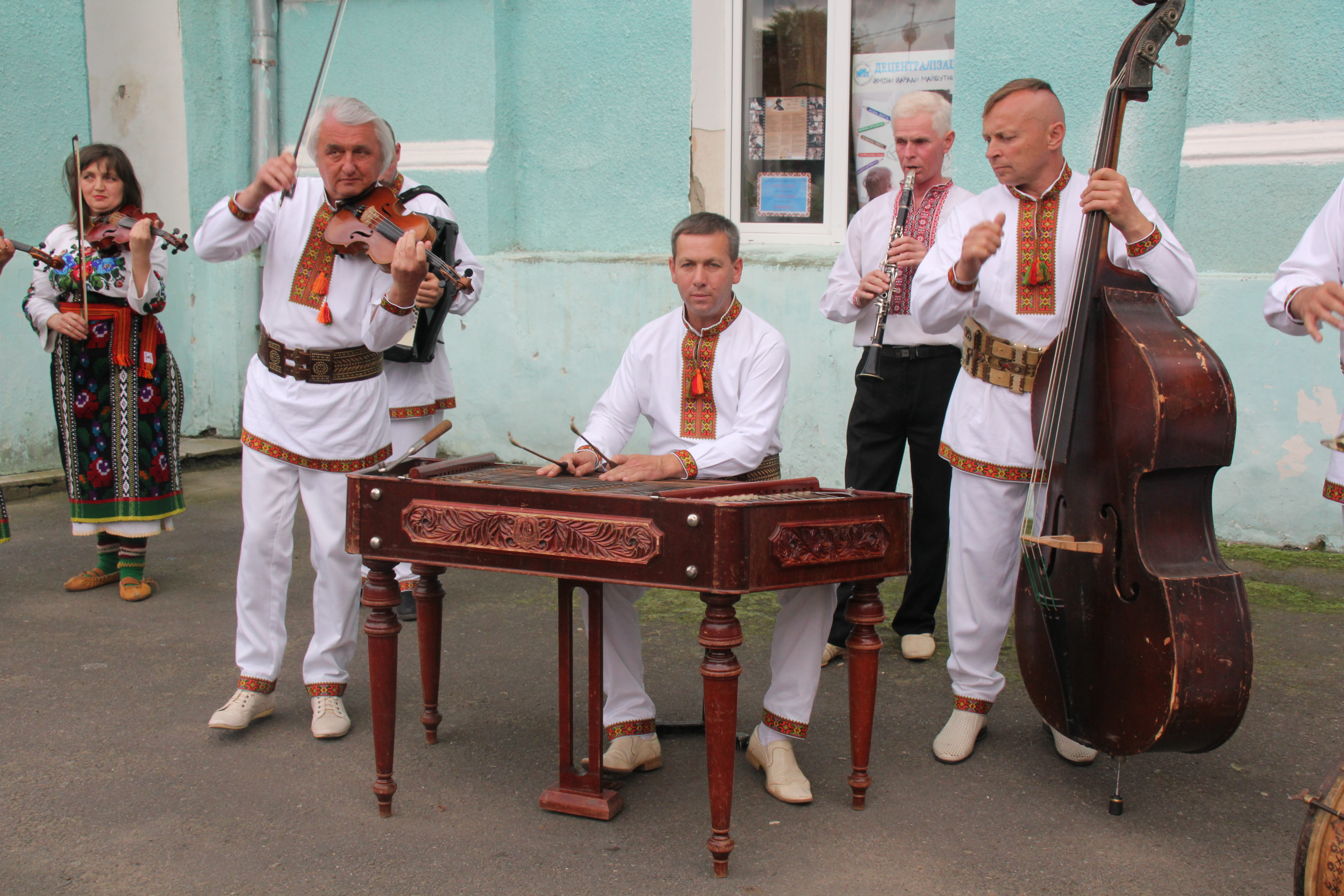
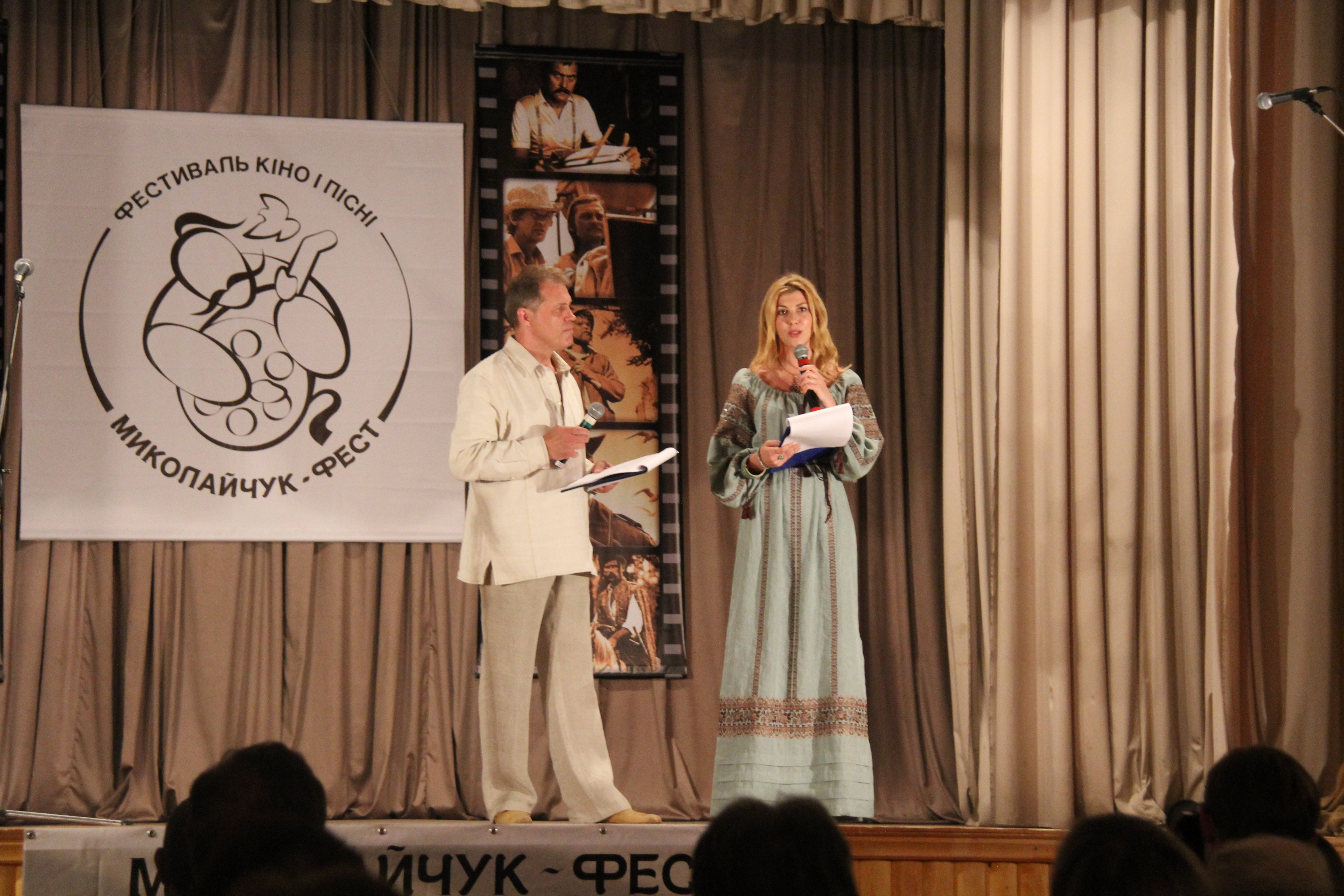
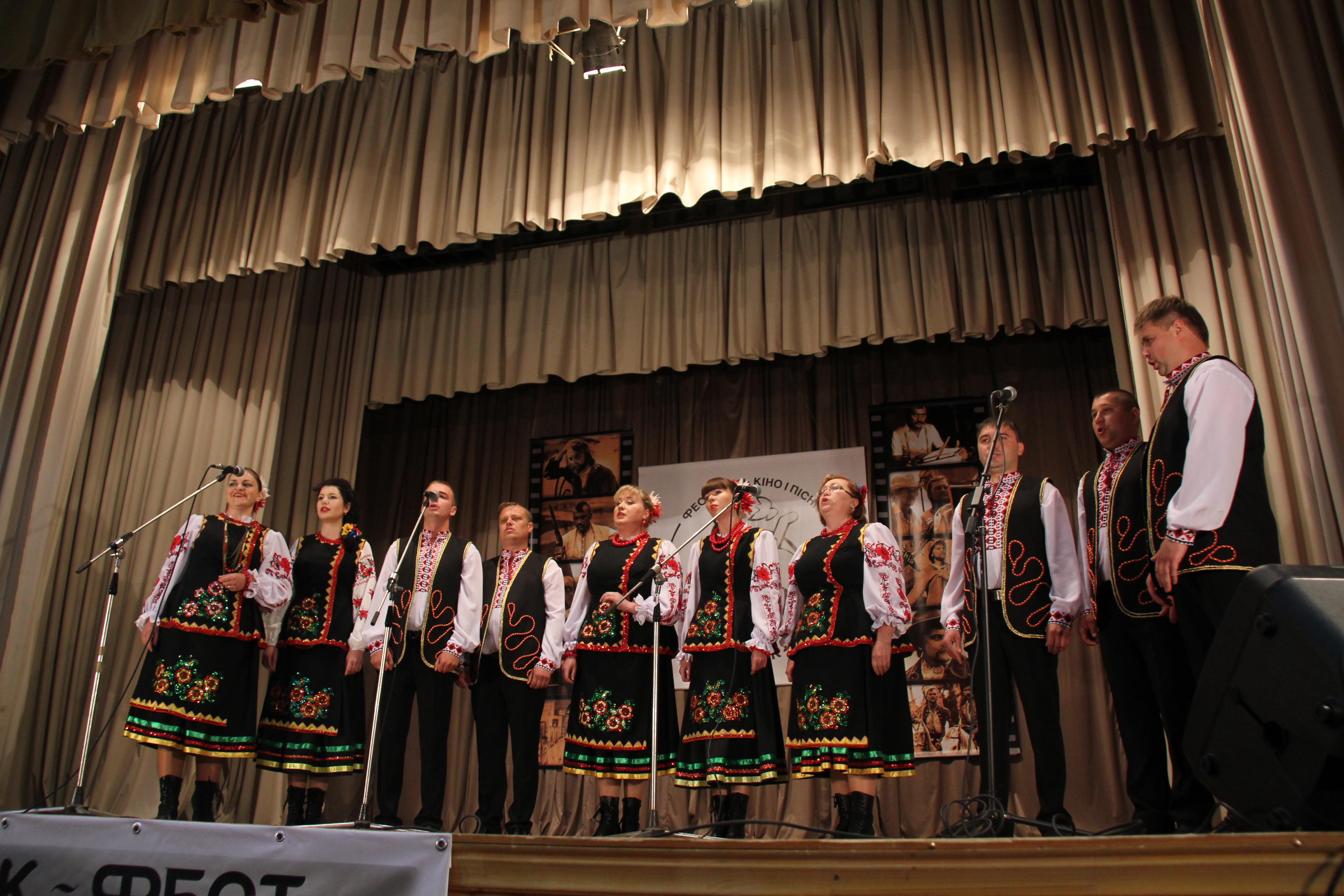
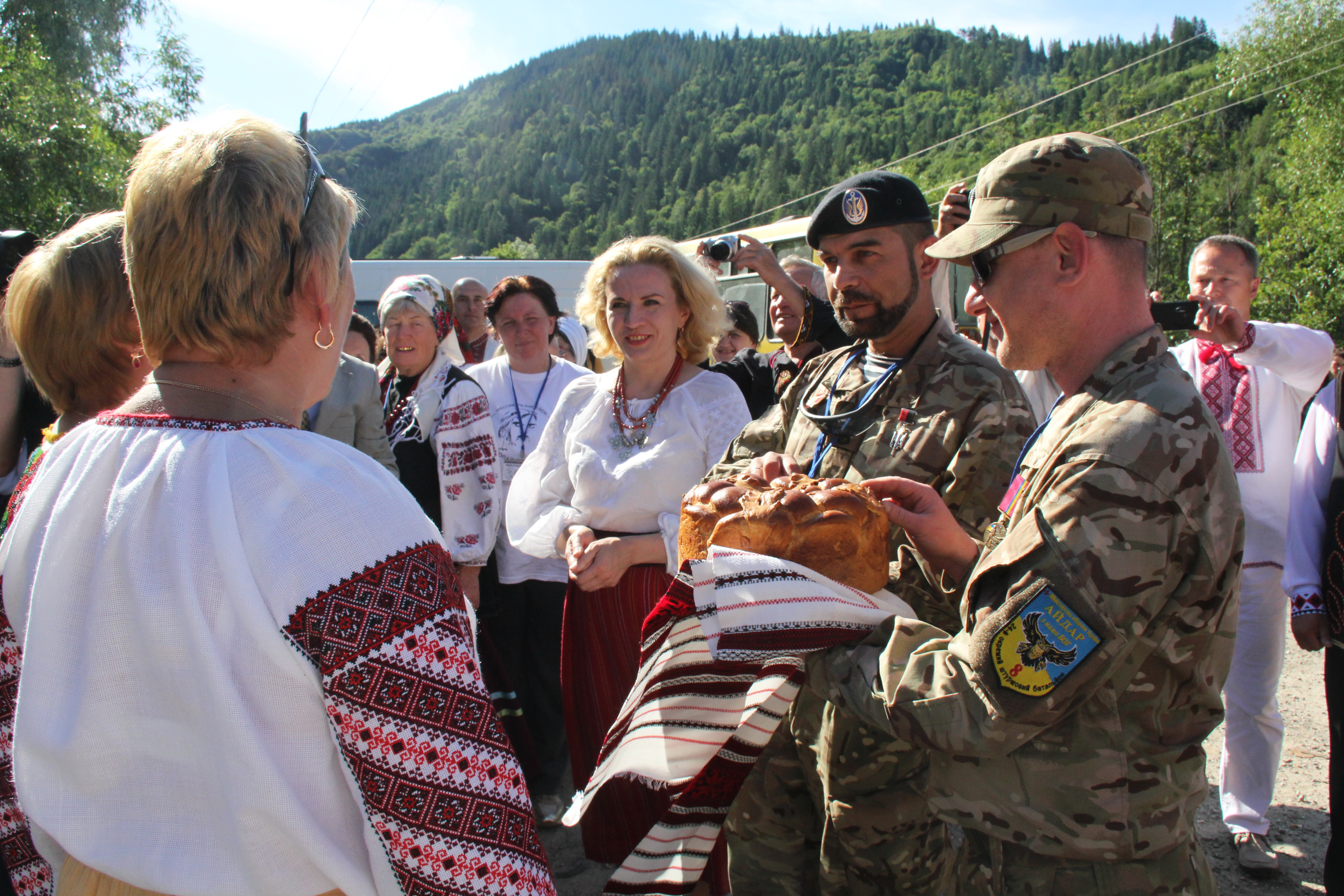
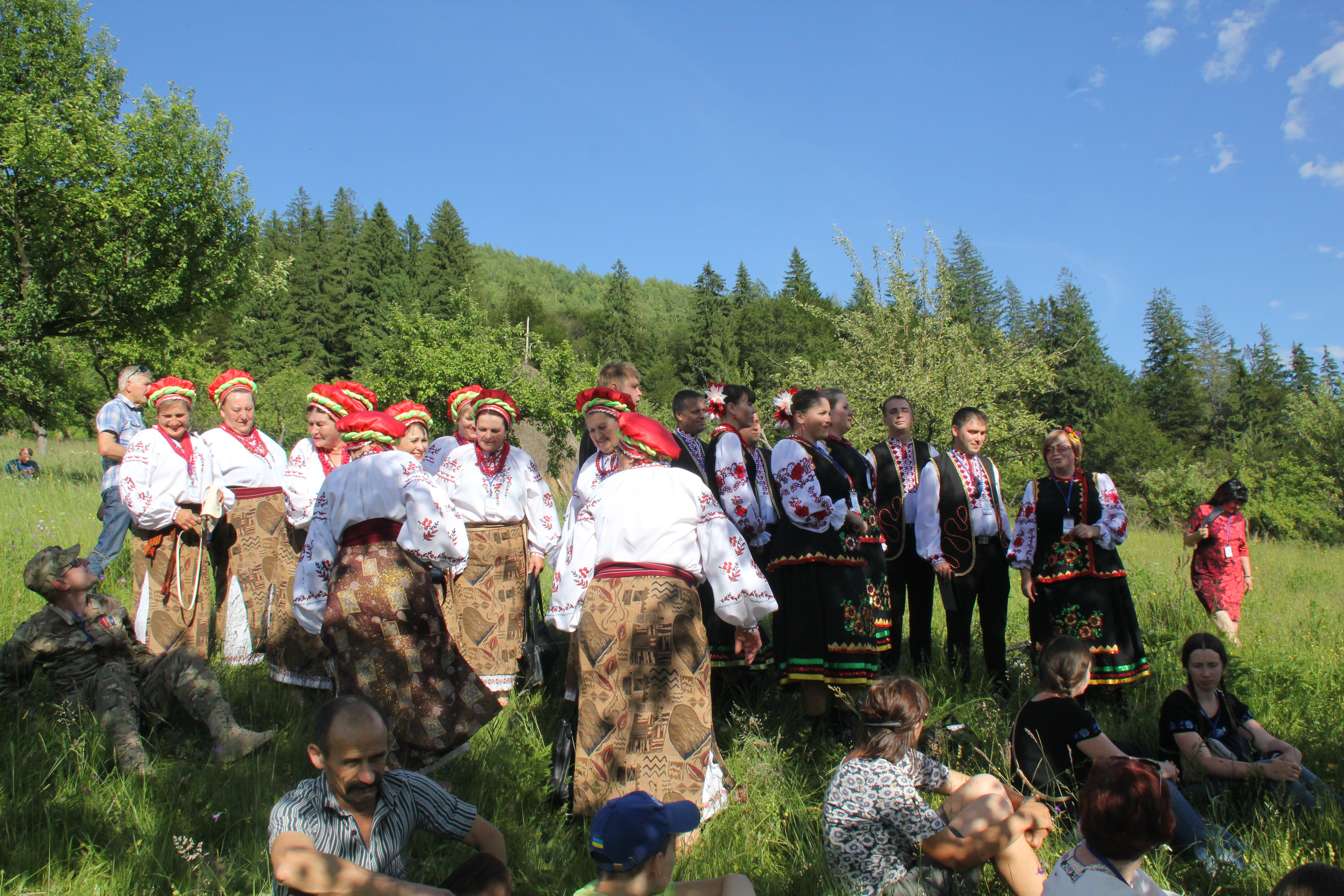

## Продовження
Кращі фільми та відеоролики на пісні переможців фестивалю імені Івана Миколайчука, а також лауреати пісенного конкурсу будуть презентовані під час КіноМарафону в зоні АТО, у фільмі-концерті Миколайчук-Фесту та на святковому Гала-концерті в Києві 23 серпня 2016 р. в Національному музеї народної архітектури та побуту України (Пирогово).

## Відео
- Зустріч гостей фестивалю у Розтоках
- Гості та учасники Миколайчук-Фесту у Розтоках
- Гості та учасники Миколайчук-Фесту у Розтоках